# 24k골든
24k골든(24kGoldn, 2000년 11월 13일 ~ )은 미국의 래퍼, 싱어송라이터, 전직 아역 배우이다.
발렌티노라는 곡으로 빌보드 핫 100 92위를 달성했다. 이후 2020년 7월 푸에르토리고계 미국인 래퍼 이안 디올(iann dior)과 함께 발표한 Mood가 히트치면서 빌보드 핫100 1위에 올랐다.

## 음반 목록

### EP
- Dropped Outta College (2019)